# 에부수아 드워프스
에부수아 드워프스는 가나의 축구단이다. 케이프코스트를 연고로 하고 있다.

## 우승
- 가나 프리미어리그: 1965–66
- 가나 FA컵: 1968